# OeNOVIS

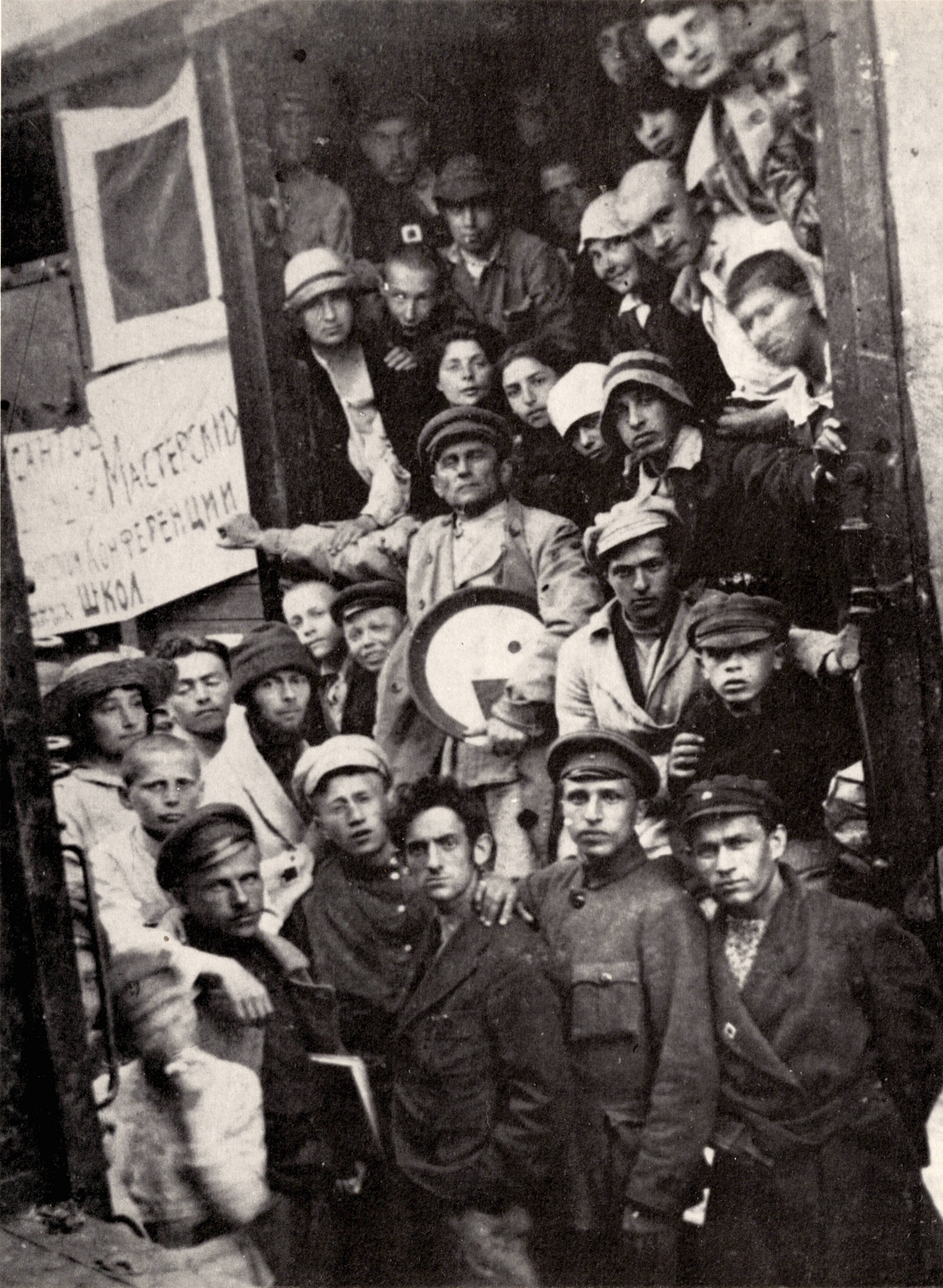
groep OeNOVIS-leden ca. 1920

OeNOVIS (Russisch: УНОВИС, Утвердители нового искусства) was een Russische kunstenaarsvereniging, opgericht in 1919. Centraal in de vereniging stond Kazimir Malevitsj. In deze groep heeft Malevitsj zijn ideeën verder ontwikkeld. Andere actieve leden waren El Lissitzky, Jermolajeva, Nina Kogan, Lev Joedin, Ilja Tsjasnik en Nikolaj Soejetin.
De groep is actief gebleven zo lang als Malevitsj in Vitebsk verbleef. In 1922 vertrok het grootste deel van de groep. In Petrograd werden nog wel pogingen gedaan om OeNOVIS weer leven in te blazen, maar dat lukte niet. De activiteiten van OeNOVIS werden grotendeels overgenomen door GINChOeK (ГИНХУК).
OeNOVIS baseerde zich op het idee van de collectieve arbeid, samen werken aan de ontwikkeling van de kunst. OeNOVIS wilde het werkterrein van de kunst verbreden
- traditionele kunst: opzetten van nieuwe kunstvormen, met name door het opzetten van projecten
- toegepaste kunst: definiëren van een nieuwe nuttigheidsleer, gebruik van de kunst in decoraties, in posters
- agitprop: opzetten van tentoonstellingen, geven van lezingen over de nieuwe kunst
- onderwijs: opzetten van nieuwe studieprogramma's
- wetenschap: onderzoek / experimenten met kleur en compositie.

OeNOVIS was duidelijk getekend door haar omgeving, de Sovjet-Unie vlak na de revolutie. OeNOVIS werd geleid door een creatief comité (tvorkom), en toen er in andere steden ook OeNOVIS-groepen ontstonden werd het creatieve comitié in Vitebsk het Centraal Creatief Comité.
Het Suprematisme was de stroming van Malevitsj en OeNOVIS, daartegenover stond het Constructivisme van Vladimir Tatlin en GINChOeK. Binnen de abstracte kunst waren de twee stromen in Rusland elkaars tegenpolen, Tatlin en Malevitsj bestreden elkaar met overgave. 